# Martin Wille (Ministerialbeamter)
Martin Wille (* 30. Juni 1941 in Brunsen) ist ein deutscher Ministerialbeamter im Ruhestand. Er war von 1998 bis 2002 Staatssekretär im Bundesministerium für Ernährung, Landwirtschaft und Forsten respektive Bundesministerium für Verbraucherschutz, Ernährung und Landwirtschaft.

## Leben
Martin Wille absolvierte zunächst eine landwirtschaftliche Lehre. Danach studierte Landwirtschaftswissenschaften sowie Volkswirtschaftslehre und erlangte einen Abschluss als Diplom-Agraringenieur. Er wurde an der Universität Göttingen mit einer Arbeit über „Formen, Möglichkeiten und Wirkungen direkter Einkommensübertragungen an die Landwirtschaft“ zum Dr.-Ing. agr. promoviert.
Nach dem Studium trat Wille als Referent in den Dienst des Bundesministeriums für Ernährung, Landwirtschaft und Forsten und war im Bundeskanzleramt tätig. Zudem arbeitete er für einige Jahre als Agrarreferent in der SPD-Bundestagsfraktion und im nordrhein-westfälischen Landwirtschaftsministerium.
Im Oktober 1998 wurde er unter Bundesminister Karl-Heinz Funke (SPD) zum Staatssekretär im Bundesministerium Ernährung, Landwirtschaft und Forsten ernannt. Nach dem Ministerwechsel von Funke zu Renate Künast (Bündnis 90/Die Grünen) im Januar 2001 blieb Wille zunächst im Amt. Ende 2002 trennte sich Künast von Wille.
Danach war Wille Vorsitzender der Agrarsozialen Gesellschaft e. V.
Wille ist SPD-Mitglied.